# Mercedes-Benz W 18
Der Mercedes-Benz W 18 wurde unter dem Namen Mercedes-Benz Typ 290 1933 als Nachfolger des Typ 350 / 370 Mannheim mit kleinerem Motor M 18 vorgestellt.

## Mercedes-Benz Typ 290 (1933–1937)
Der Wagen war werksseitig als viertüriger Tourenwagen, viertürige Limousine, drei- oder viersitziges Cabriolet A, B, C und D (mit zwei oder vier Türen), Kübelwagen (für die Wehrmacht) oder blankes Fahrgestell erhältlich. Sein seitengesteuerter Sechszylinder-Reihenmotor mit 2867 cm³ Hubraum leistet 60 PS (44 kW) und beschleunigt das Fahrzeug bis 108 km/h. Über ein Vierganggetriebe (mit Schnellgang 1 : 0,73) werden die Hinterräder angetrieben. Die Einzelradaufhängungen wurden als „Schwingachsen“ bezeichnet. Vorn eine Doppelquerlenkerachse mit unterer Querblattfeder und oberem Querlenker, der eine innen liegende Schraubenfeder betätigt. Hinten kam eine Zweigelenk-Pendelachse mit Schraubenfedern zum Einsatz. Der Wagen ist mit hydraulischen Bremsen für alle vier Räder ausgestattet.

### Datenblatt Typ 290
|                                              | Mercedes-Benz Typ 290                                                         |
| -------------------------------------------- | ----------------------------------------------------------------------------- |
| Motor                                        | Ottomotor (Viertakt)                                                          |
| Motorbauart                                  | Reihenmotor                                                                   |
| Hubraum                                      | 2867 cm³                                                                      |
| Zylinder                                     | 6                                                                             |
| Verdichtungsverhältnis                       | 5,75–6,0 : 1 ab 1935: 6,6 : 1                                                 |
| Leistung                                     | 44 kW (60 PS) ab 1935: 50 kW (68 PS)                                          |
| Getriebe (serienmäßig)                       | 3-Gang-Schaltgetriebe mit Schnellgang bis 1937, ab 1937 4-Gang-Schaltgetriebe |
| Antrieb                                      | Hinterradantrieb                                                              |
| Wendekreis                                   | 11,3 m                                                                        |
| Radstand in mm                               | 2880                                                                          |
| Maße L × B × H                               | 4450 × 1730 × 1440                                                            |
| Leergewicht nach DIN 70020                   | 1725 kg (Limousine) 1840 kg (Cabriolet D)                                     |
| Höchstgeschwindigkeit, km/h                  | 108                                                                           |
| Kraftstoffverbrauch (kombiniert in l/100 km) | 17                                                                            |

## Mercedes-Benz Typ 290 lang (1934–1937)

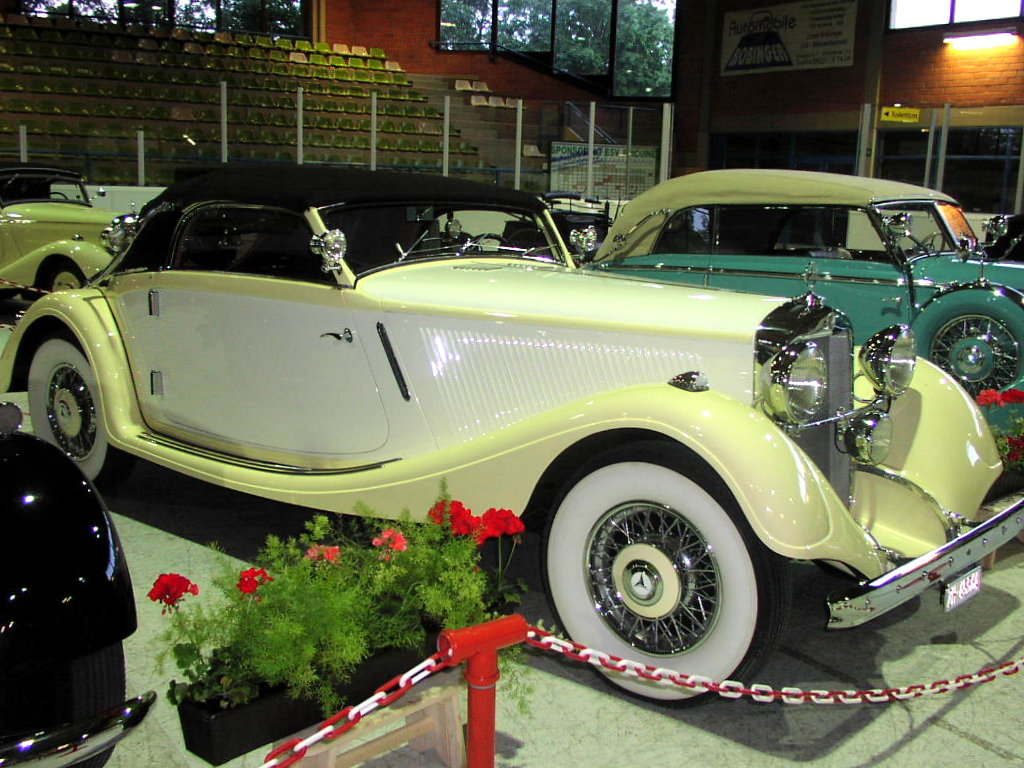
Mercedes-Benz 290 lang Cabriolet A (1935)

Ein Jahr nach Erscheinen der Modellreihe waren auch Modelle mit langem Fahrgestell verfügbar. Es gab als werksseitige Aufbauten den sechssitzigen Tourenwagen, die viertürige Limousine, die Cabriolets A, B, D und F (Pullman-Cabrio), eine Pullman-Limousine, eine Stromlinien-Limousine, einen Roadster und das Fahrgestell. Auch einige Spezial-Roadster wurden gebaut. Anstatt des Vierganggetriebes mit Schnellgang haben die Langversionen ein vollwertiges Vierganggetriebe. Sie erreichen eine Höchstgeschwindigkeit von 103 km/h.
1937 wurde die Modellreihe durch den Typ 320 ersetzt.

### Datenblatt Typ 290 lang
|                                              | Mercedes-Benz Typ 290 lang                                                    |
| -------------------------------------------- | ----------------------------------------------------------------------------- |
| Motor                                        | Ottomotor (Viertakt)                                                          |
| Motorbauart                                  | Reihenmotor                                                                   |
| Hubraum                                      | 2867 cm³                                                                      |
| Zylinder                                     | 6                                                                             |
| Verdichtungsverhältnis                       | 5,75–6,0 : 1 ab 1935: 6,6 : 1                                                 |
| Leistung                                     | 44 kW (60 PS) ab 1935: 50 kW (68 PS)                                          |
| Getriebe (serienmäßig)                       | 3-Gang-Schaltgetriebe mit Schnellgang bis 1937, ab 1937 4-Gang-Schaltgetriebe |
| Antrieb                                      | Hinterradantrieb                                                              |
| Wendekreis                                   | 12,7 m                                                                        |
| Radstand in mm                               | 3300                                                                          |
| Maße L × B × H                               | 4870 × 1730 × 1660                                                            |
| Leergewicht nach DIN 70020                   | 1850 kg (Pullman-Limousine) 1980 kg (Cabriolet F)                             |
| Höchstgeschwindigkeit, km/h                  | 103                                                                           |
| Kraftstoffverbrauch (kombiniert in l/100 km) | 18                                                                            |

## Bauzeiten und Stückzahlen
|           | Typ 290   | Typ 290 lang |
| --------- | --------- | ------------ |
| Bauzeit   | 1933–1937 | 1934–1937    |
| Stückzahl | 3476      | 3929         |

## Bildergalerie

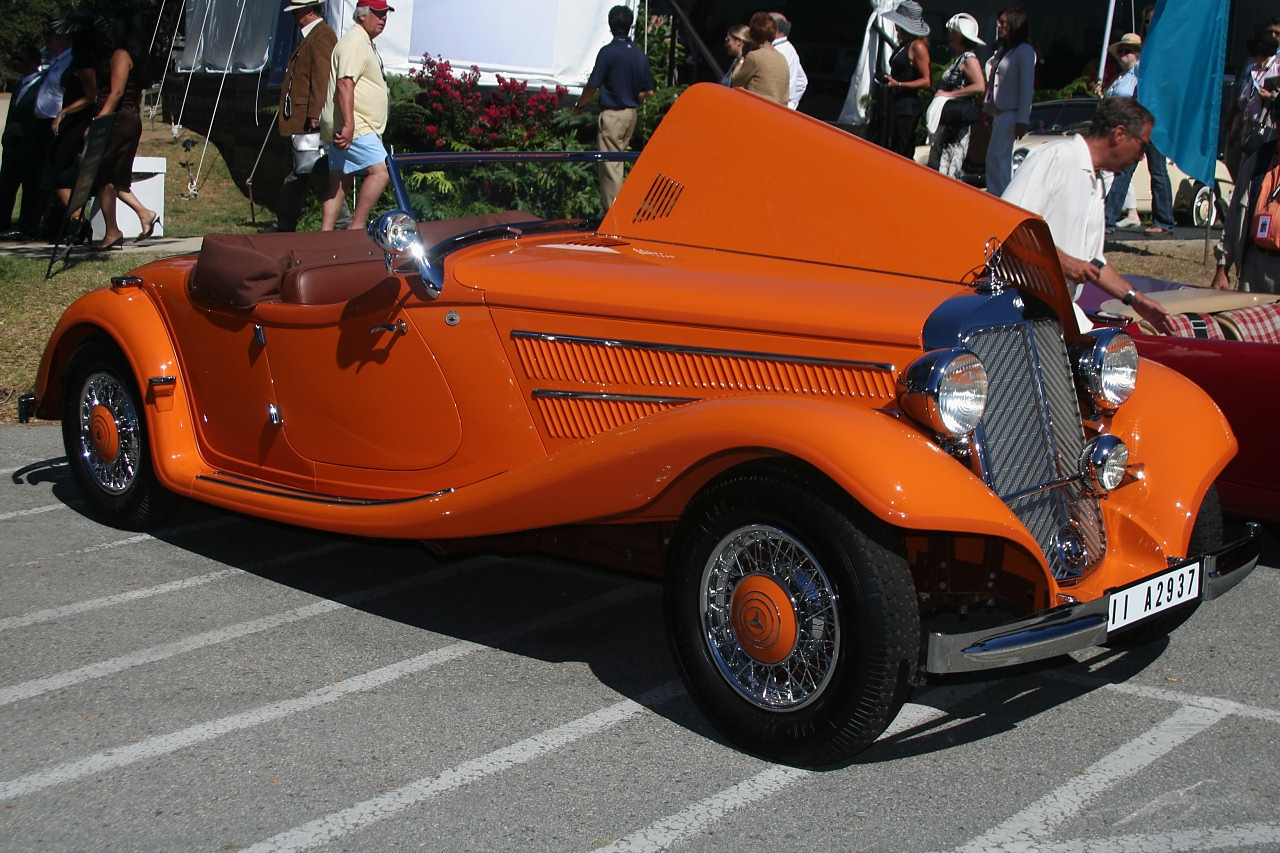
Typ 290 lang Spezial-Roadster
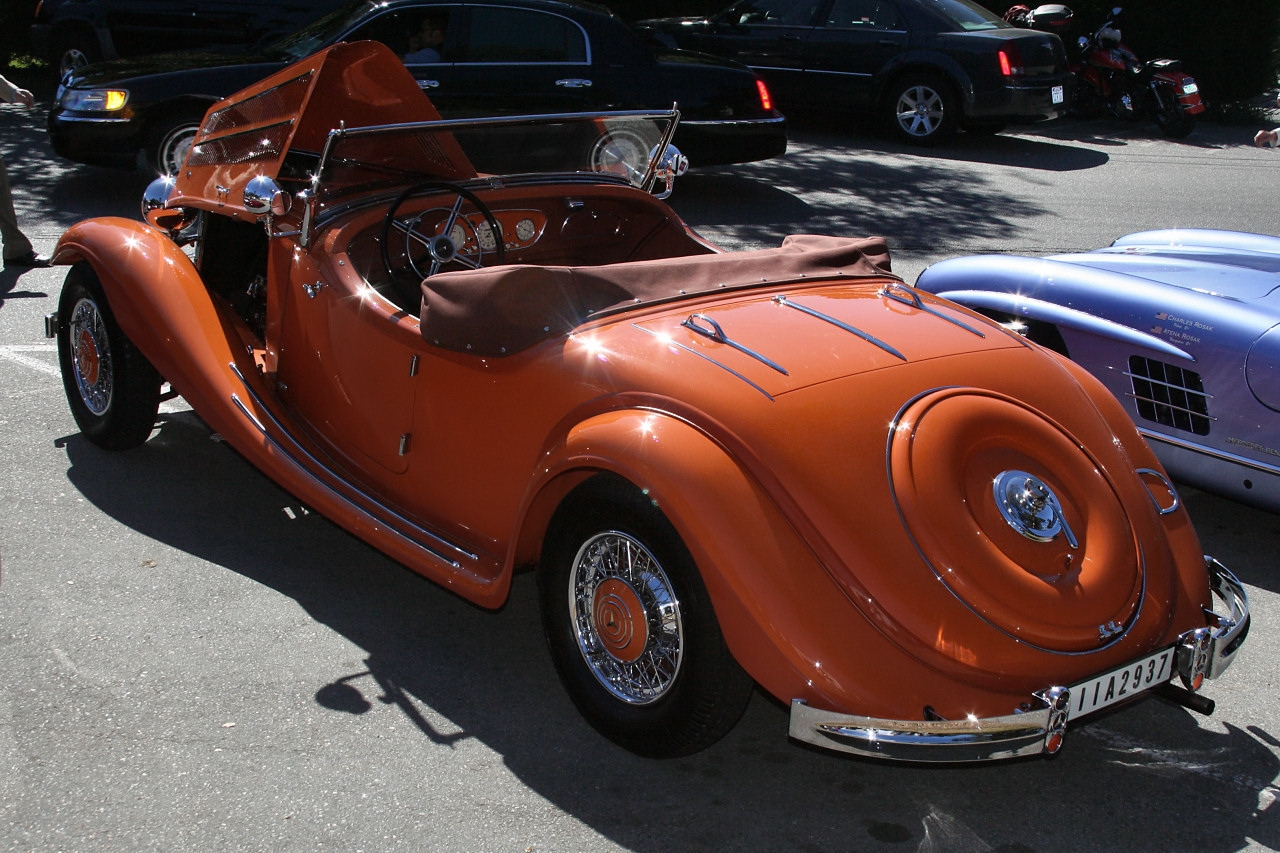
Typ 290 lang Spezial-Roadster Rückansicht
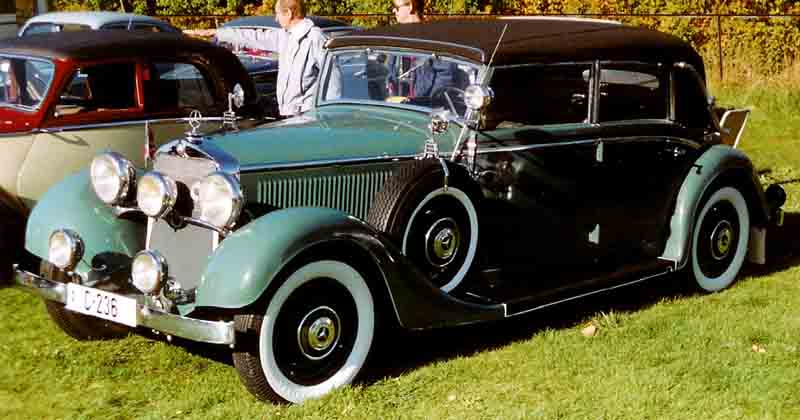
Typ 290 Cabriolet D (1936)
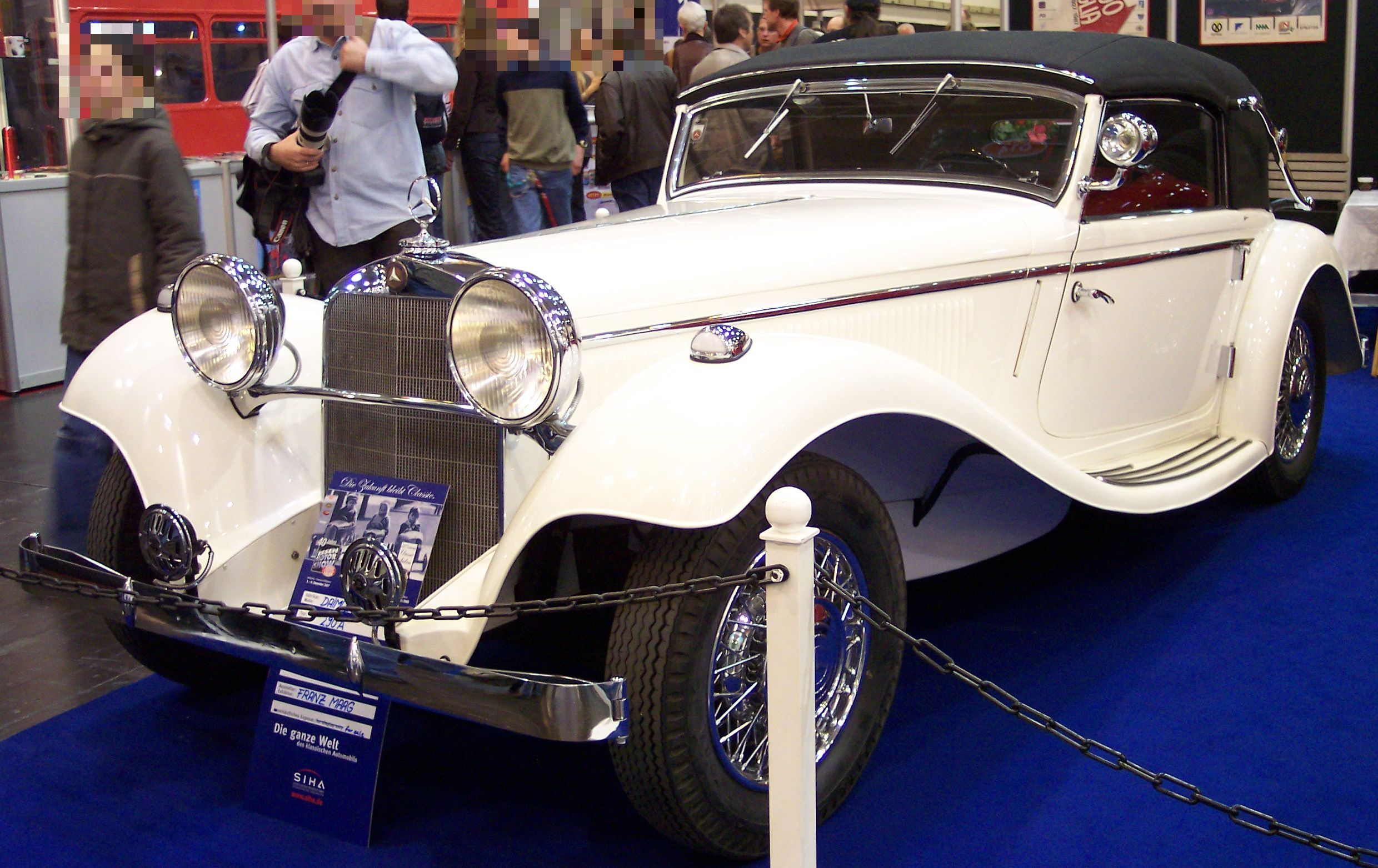
Typ 290 Cabriolet A
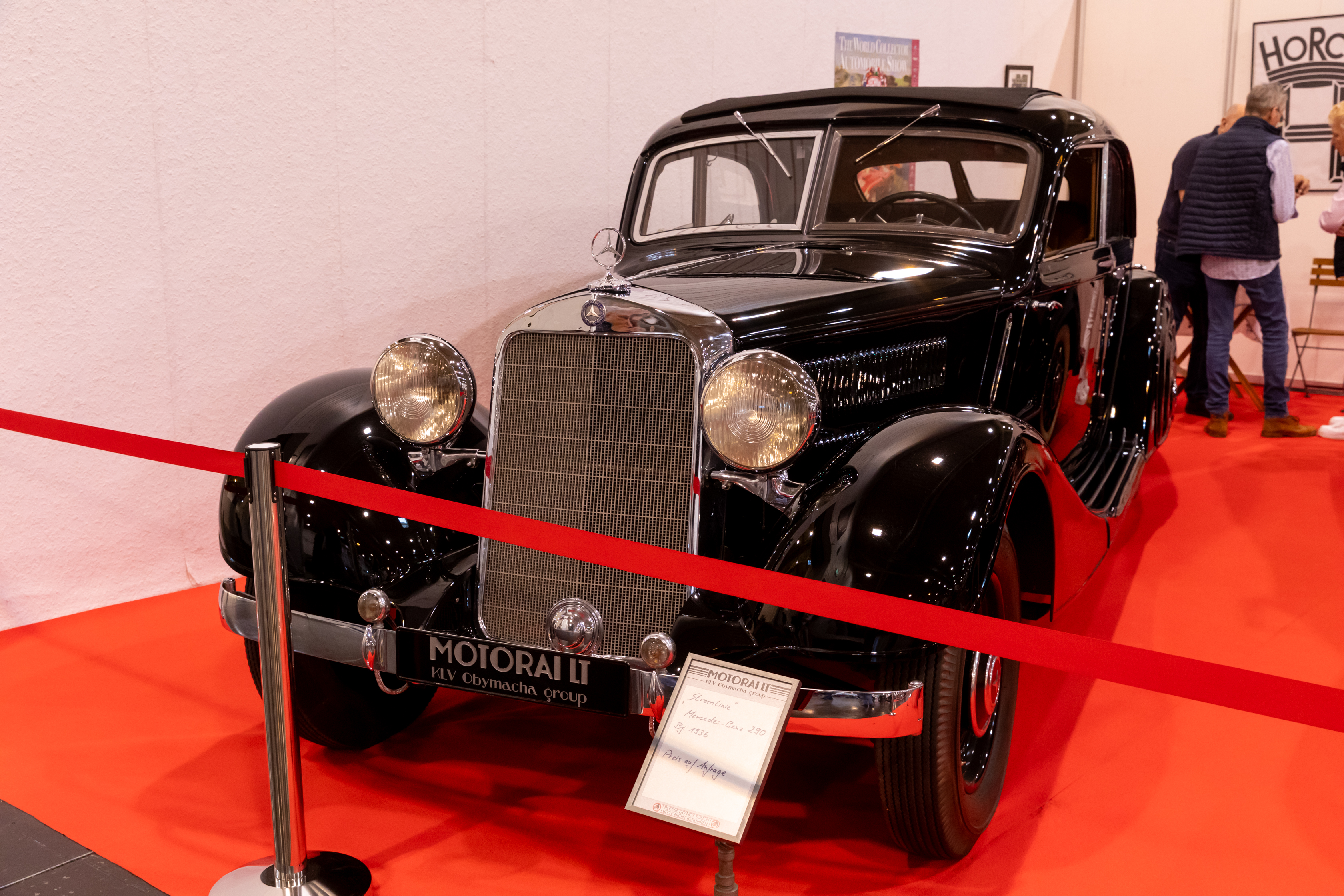
Typ 290 „Stromlinie“